# Eloy Casagrande

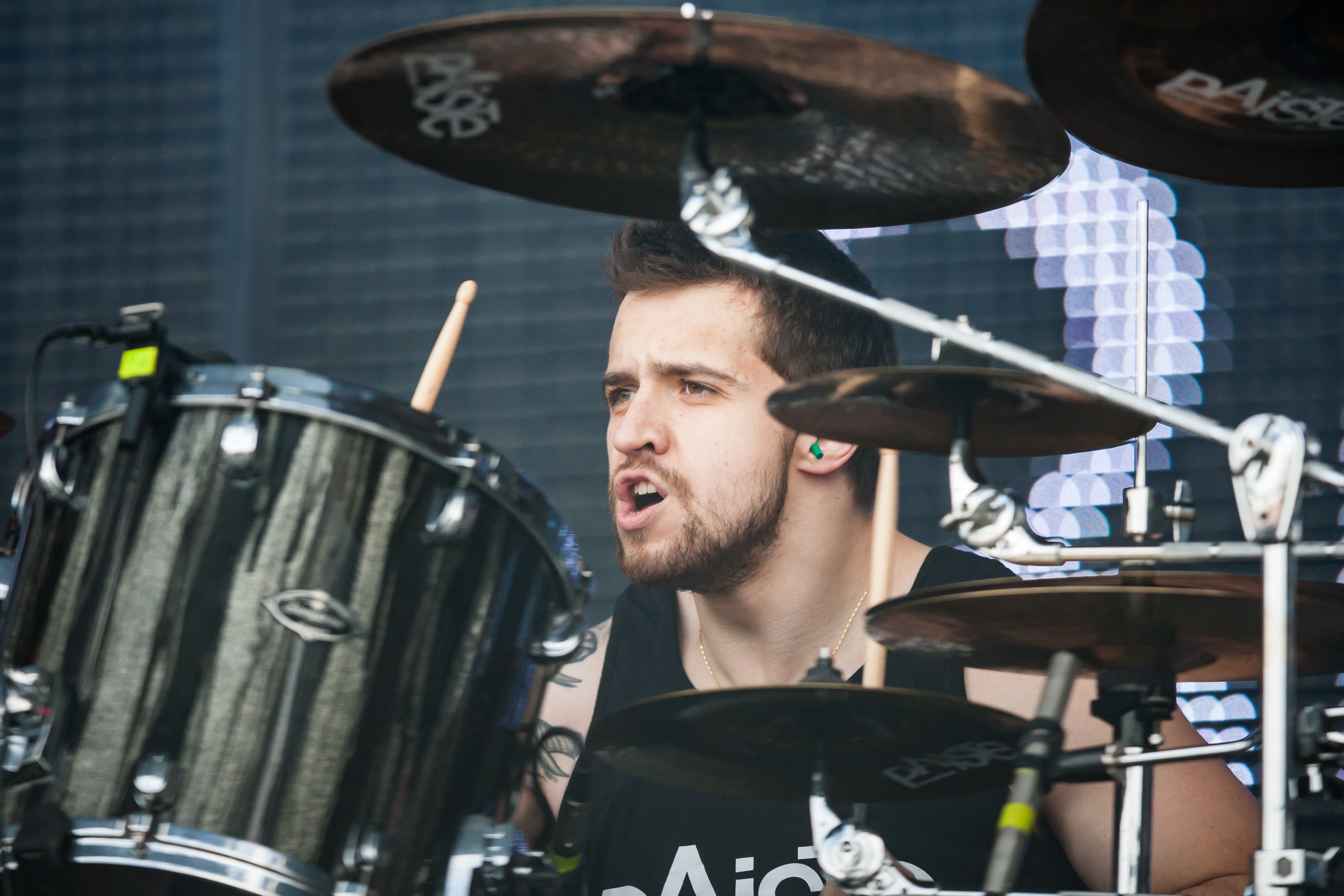
Eloy Casagrande 2015 auf dem Wacken Open Air

Eloy Casagrande (* 29. Januar 1991) ist ein brasilianischer Schlagzeuger, der vor allem für seine Mitgliedschaft in der Thrash-Metal-Band Sepultura bekannt ist, aber auch für weitere Bands und Projekte tätig ist. Seit April 2024 ist er offizielles Mitglied der Nu-Metal-Band Slipknot.

## Werdegang
Casagrande lernte das Schlagzeugspielen im Alter von sieben Jahren. Bereits mit acht Jahren erhielt er ein richtiges Schlagzeug. Mit 13 Jahren gewann er einen Wettbewerb auf dem Batuka International Drummer Fest. Im Jahr 2006 gewann er in New Jersey den Wettbewerb Undiscovered Drummer Contest des Magazins Modern Drummer. Er war sodann unter anderem für Andre Matos tätig. Auch für die christliche Hard-Rock-Band Iahweh spielte er.
Casagrande wurde dann das jüngste Mitglied bei Sepultura, wo er Jean Dolabella ersetzte. Dieser verließ die Band im November 2011. Darüber hinaus spielte Casagrande unter anderem für die Post-Hardcore-/Metalcore-Band Gloria.
Seit 2024 spielt Casagrande in der aus Iowa stammenden Nu-Metal-Band Slipknot.

## Diskografie

### Sepultura
- 2013: The Mediator Between Head and Hands Must Be the Heart
- 2017: Machine Messiah
- 2020: Quadra

### Andre Matos
- 2009: Mentalize

### Iahweh
- 2009: Neblim

### Aclla
- 2010: Landscape Revolution

### Gloria
- 2012: (Re)Nascido

### Daniel Piquê
- 2014: Over Dee Moon / 5 Years Thinking Outside Your Box